# Robert Knepper
Robert Lyle Knepper (født 8. juli 1959) er en amerikansk skuespiller, der er bedst kendt for rollen som Theodore "T-bag" Bagwell i tv-serien Prison Break.
Knepper har tidligere haft mindre roller i tv-serierne Law & Order, Law & Order: Criminal Intent, Kodenavn Nikita, New York Undercover, Star Trek The Next Generation, Star Trek Voyager, Skadestuen, L.A. Law, Profiler, South Beach, Murder, She Wrote, CSI: Miami, Præsidentens mænd, Heroes og Arrow.
Knepper bor i øjeblikket i Los Angeles i Californien med sin kone og søn.
Robert Knepper er desuden en af hovedpersonerne i filmatiseringen af spillet Hitman.

## Filmografi

### Film
| År   | Titel                                      | Rolle                           | Noter         |  |
| ---- | ------------------------------------------ | ------------------------------- | ------------- |  |
| 1986 | That's Life!                               | Steve Larwin                    |               |  |
| 1987 | Wild Thing                                 | Wild Thing                      |               |  |
| 1987 | Made in Heaven                             | Orrin                           |               |  |
| 1988 | D.O.A.                                     | Nicholas Lang                   |               |  |
| 1989 | Renegades                                  | Marino                          |               |  |
| 1990 | Arduous Moon                               | Andrew                          | Short film    |  |
| 1990 | Young Guns II                              | Deputy Carlyle                  |               |  |
| 1991 | Session Man                                | Torrey Cole                     | Short film    |  |
| 1991 | Where the Day Takes You                    | Rock Singer                     |               |  |
| 1992 | Gas Food Lodging                           | Dank                            |               |  |
| 1993 | When the Bough Breaks                      | Lt. Jimmy Creedmore             |               |  |
| 1994 | Under the Heat                             | Milo                            |               |  |
| 1995 | Search and Destroy                         | Daniel Strong                   |               |  |
| 1996 | Dead of Night                              | Christian                       |               |  |
| 1996 | MugShot                                    | Joe                             |               |  |
| 1996 | Everyone Says I Love You                   | Greg                            |               |  |
| 1996 | The Undercover Kid                         | Bo the Dog (voice)              |               |  |
| 1996 | The Hunchback of Notre Dame                | Frollo's Soldiers (voice)       |               |  |
| 1997 | You Are Here                               | Jack                            |               |  |
| 1998 | Phantoms                                   | Agent Wilson                    |               |  |
| 1998 | The Stringer                               | John                            |               |  |
| 1998 | Jaded                                      | Freddy                          |               |  |
| 2000 | Love & Sex                                 | Gerard Boussard                 |               |  |
| 2001 | Lady in the Box                            | Chris Stark                     |               |  |
| 2002 | Topa Topa Bluffs                           | Frank                           |               |  |
| 2002 | Swatters                                   | Daniel Steinberg                |               |  |
| 2004 | Species III                                | Dr. Bruce Abbot                 |               |  |
| 2005 | Good Night, and Good Luck                  | Don Surine                      |               |  |
| 2005 | Hostage                                    | Will Bechler                    |               |  |
| 2005 | Hoodwinked!                                | Keith                           | Voice         |  |
| 2007 | Hitman                                     | Yuri Marklov                    |               |  |
| 2008 | Turok: Son of Stone                        | Chickak (voice)                 | Direct-to-DVD |  |
| 2008 | Transporter 3                              | Johnson                         |               |  |
| 2008 | The Day the Earth Stood Still              | Colonel                         |               |  |
| 2010 | Burning Daylight                           | Elam "Burning Daylight" Harnish |               |  |
| 2011 | Earth's Final Hours                        | John Streich                    |               |  |
| 2012 | My Way                                     | Frank Sinatra                   |               |  |
| 2012 | Seal Team Six: The Raid on Osama Bin Laden | Lieutenant commander            |               |  |
| 2013 | R.I.P.D.                                   | Stanley Nawlicki                |               |  |
| 2013 | Percy Jackson: Sea of Monsters             | Kronos (voice)                  |               |  |
| 2014 | Ride                                       | Peter                           |               |  |
| 2014 | The Hunger Games: Mockingjay – Part 1      | Antonius                        |               |  |
| 2015 | The Hoarder                                | Vince                           |               |  |
| 2015 | The Hunger Games: Mockingjay – Part 2      | Antonius                        |               |  |
| 2015 | Cold Deck                                  | Turk                            |               |  |
| 2016 | Hard Target 2                              | Aldrich                         | Direct-to-DVD |  |
| 2016 | Jack Reacher: Never Go Back                | General Harkness                |               |  |
| 2017 | Badsville                                  | Mr. Gavin                       |               |  |
| 2018 | Frat Pack                                  | Kush                            |               |  |
| 2018 | Edge of Fear                               | Victor Novak                    |               |  |
| 2019 | 1st Born                                   | Joe                             |               |  |
| 2019 | Defended War                               |                                 |               |  |
| 2019 | Voice of the Nation                        |                                 |               |  |
| 2019 | S.W.A.T                                    | Sam                             |               |  |
| 2019 | The Trapped                                | Victor                          |               |  |
| 2020 | Battle of Defense                          |                                 |               |  |
| 2021 | Lena and Snowball                          | Percy                           |               |  |
| 2021 | Redemption Day                             | Mr. K                           |               |  |
| 2021 | The Retaliators                            | Otto                            |               |  |
| 2022 | WarHunt                                    | Sgt. Brewer                     |               |  |
| 2022 | The Moderator                              | Agent John Ross                 |               |  |
| 2022 | Mindcage                                   | Lt. Owings                      |               |  |

### Tv
| År              | Titel                                      | Rolle                                                 | Noter                                          |
| --------------- | ------------------------------------------ | ----------------------------------------------------- | ---------------------------------------------- |
| 1986            | The Paper Chase                            | Howard                                                | Episode: "Graduation"                          |
| 1986–1993       | L.A. Law                                   | George 'Georgia' Buckner / David Orcott               | 3 episodes                                     |
| 1987            | Tour of Duty                               | Racist Soldier                                        | Episode: "Burn, Baby, Burn"                    |
| 1987            | The Twilight Zone                          | Alonzo                                                | Episode: "Joy Ride"                            |
| 1987            | Tour of Duty                               | PV2 Allen                                             | Episode: "Burn Baby, Burn"                     |
| 1987            | Star Trek: The Next Generation             | Wyatt Miller                                          | Episode: "Haven"                               |
| 1989            | Gideon Oliver                              | Paul Hecht                                            | Episode: "Kennonite"                           |
| 1990            | E.A.R.T.H. Force                           | Dr. Peter Roland                                      | 3 episodes                                     |
| 1990–1991       | China Beach                                | Long / Vietnam Vet                                    | 2 episodes                                     |
| 1991            | Perry Mason: The Case of the Fatal Fashion | Kim Weatherly                                         | Television film                                |
| 1991            | Civil Wars                                 | Joey D'Amato                                          | Episode: "Have Gun, Will Unravel"              |
| 1992            | Tequila and Bonetti                        | Ren Philips                                           | Episode: "Runt of the Litter"                  |
| 1992            | Red Shoe Diaries                           | Nick Willard                                          | Episode: "You Have the Right to Remain Silent" |
| 1993            | Zelda                                      | Wilson                                                | Television film                                |
| 1993            | Doorways                                   | Thane                                                 | Pilot                                          |
| 1993–1996       | Murder, She Wrote                          | Charles George Drexler / Owen McLaglen / Robbie Dorow | 3 episodes                                     |
| 1994            | Pointman                                   | Johnny                                                | Television film                                |
| 1994            | Getting Out                                | Carl                                                  | Television film                                |
| 1995            | Law & Order                                | Igor Smith                                            | Episode: "Rebels"                              |
| 1995            | New York Undercover                        | David Carson                                          | Episode: "Buster and Claudia"                  |
| 1995            | New York News                              | Ex-Con                                                | Episode: "Fun City"                            |
| 1995            | Pointman                                   | Ronnie McCusak                                        | Episode: "Here She Comes, Miss Murder"         |
| 1996            | Voice from the Grave                       | Milosh                                                | Television film                                |
| 1996            | Central Park West                          | Randy Boyd                                            | Episode: "Guess Who's Come to Annoy You?"      |
| 1996            | The Big Easy                               | Jack Gentry                                           | Episode: "The Gambler"                         |
| 1996            | Desert Breeze                              | N/A                                                   | Pilot                                          |
| 1997            | The Visitor                                | Alex Burton                                           | Episode: "Dreams"                              |
| 1998            | Skadestuen                                 | Keith Reynolds                                        | Episode: "My Brother's Keeper"                 |
| 1998            | Brimstone                                  | Assistant D.A. Stewart Lambert                        | Episode: "Executioner"                         |
| 1999            | Strange World                              | Gil Sandifer                                          | Episode: "Azrael's Breed"                      |
| 1999            | Kidnapped in Paradise                      | Renard                                                | Television film                                |
| 1999            | Absence of the Good                        | Glenn Dwyer                                           | Television film                                |
| 1999            | Star Trek: Voyager                         | Gaul                                                  | Episode: "Dragon's Teeth"                      |
| 2000            | Harsh Realm                                | Priest                                                | Episode: "Camera Obscura"                      |
| 2000            | Profiler                                   | Martin Lewis                                          | Episode: "Tsuris"                              |
| 2000            | Seven Days                                 | Major Gene Hastings                                   | Episode: "Space Station Down"                  |
| 2000            | La Femme Nikita                            | Henry Collins                                         | Episode: "Toys in the Basement"                |
| 2001            | The West Wing                              | Morgan Ross                                           | Episode: "Ellie"                               |
| 2001            | Jackie, Ethel, Joan: The Women of Camelot  | Robert F. Kennedy                                     | Television film                                |
| 2001            | Law & Order: Criminal Intent               | Dr. Peter Kelmer                                      | Episode: "The Good Doctor"                     |
| 2001            | Thieves                                    | Special Agent Shue                                    | 10 episodes                                    |
| 2002            | Haunted                                    | Henry                                                 | Episode: "Pilot"                               |
| 2002            | The Pennsylvania Miners' Story             | Mark Popernack                                        | Television film                                |
| 2002–2003       | Presidio Med                               | Sean                                                  | 5 episodes                                     |
| 2003–2005       | Carnivàle                                  | Tommy Dolan                                           | 13 episodes                                    |
| 2004            | Species III                                | Dr. Bruce Abbot                                       | Television film                                |
| 2004            | CSI: Miami                                 | Freddy Coleman                                        | Episode: "Addiction"                           |
| 2005            | Point Pleasant                             | Demon Dance Host                                      | Episode: "Last Dance"                          |
| 2005–2009; 2017 | Prison Break                               | Theodore "T-Bag" Bagwell                              | 75 episodes                                    |
| 2009            | Prison Break: The Final Break              | Theodore "T-Bag" Bagwell                              | Television film                                |
| 2009–2010       | Heroes                                     | Samuel Sullivan                                       | 19 episodes                                    |
| 2010            | Stargate Universe                          | Simeon                                                | 6 episodes                                     |
| 2010            | Chase                                      | Jack Druggan                                          | Episode: "The Comeback Kid"                    |
| 2010            | Criminal Minds                             | Rhett Walden                                          | Episode: "Reflection of Desire"                |
| 2011            | Shameless                                  | Rod                                                   | 2 episodes                                     |
| 2011            | Breakout Kings                             | Theodore "T-Bag" Bagwell                              | Episode: "The Bag Man"                         |
| 2012            | Seal Team Six: The Raid on Osama Bin Laden | Lieutenant Commander                                  | Television film                                |
| 2013            | Cult                                       | Roger Reeves /Billy Grimm                             | 13 episodes                                    |
| 2013            | The Blacklist                              | The Courier                                           | Episode: "The Courier"                         |
| 2013            | Mob City                                   | Sid Rothman                                           | 6 episodes                                     |
| 2014–2015       | Hawaii Five-0                              | Internal Affairs Officer Coughlin                     | 2 episodes                                     |
| 2014            | Arrow                                      | William Tockman / Clock King                          | Episode: "Time of Death"                       |
| 2014            | The Flash                                  | William Tockman / Clock King                          | Episode: "Power Outage"                        |
| 2015            | Chicago Fire                               | Adrian Gish / Trenton Lamont                          | Episode: "3 Bells"                             |
| 2015            | Chicago PD                                 | Adrian Gish / Trenton Lamont                          | Episode: "A Little Devil Complex"              |
| 2015            | Texas Rising                               | Empresario Buckley                                    | 3 episodes                                     |
| 2015            | Public Morals                              | Captain Johanson                                      | 4 episodes                                     |
| 2015            | NCIS                                       | Benson Long                                           | Episode: "Personal Day"                        |
| 2015            | American Horror Story: Hotel               | Lieutenant                                            | Episode: "Room Service"                        |
| 2015–2018       | iZombie                                    | Angus McDonough                                       | 17 episodes                                    |
| 2016            | From Dusk till Dawn: The Series            | Ranger Gary Willet                                    | 2 episodes                                     |
| 2016–2018       | Homeland                                   | General Jamie McClendon                               | 5 episodes                                     |
| 2017            | Twin Peaks                                 | Rodney Mitchum                                        | 6 episodes                                     |
| 2017            | The Orville                                | Hamelac                                               | Episode: "If the Stars Should Appear"          |
| 2017            | Spirit Riding Free                         | Harlan Grayson                                        | Voice 2 episoder                               |
| 2017            | Dating Game Killer                         | Detective Jim Hamell                                  | Television film                                |
| 2021            | Nova Vita                                  | Mr. Chinzano                                          | 9 episodes                                     |
| 2021            | Paper Empire                               | Konstantin                                            | 6 episodes                                     |
| 2022            | The Pact                                   | Jay                                                   | Episode: "Death is the Only Release"           |

### Computerspil
| År   | Titel                        | Rolle                    | Noter |
| ---- | ---------------------------- | ------------------------ | ----- |
| 2010 | Prison Break: The Conspiracy | Theodore "T-Bag" Bagwell |       |

### Musikvideoer
| År   | Titel                 | Kunstner                               |
| ---- | --------------------- | -------------------------------------- |
| 2023 | "Honky Tonkin' About" | The Reklaws (featuring Drake Milligan) |